# 竹田藩
竹田藩は、但馬国を領した藩。藩庁は竹田城（兵庫県朝来市和田山町竹田）。